# Турки на Украине
Турки на Украине (тур. Ukrayna'daki Türkler, укр. Турки в Україні) — турецкое этническое меньшинство, проживающее на территории Украины. Общая численность диаспоры (согласно данным переписи) составляет 8844 человек, большинство которых проживает в Херсонской (3736 человека) и Донецкой (1791 человек) областях.

## История
Впервые турки на территории Украины появились в XV веке, захватив генуэзские торговые колонии на южном побережье Крыма. Со временем Османская империя установила протекторат над Крымским ханством.
В 1990-х годах в связи с увеличением торговых контактов между Украиной и Турцией стала расти быстрыми темпами турецкая диаспора на Украине. Большая часть их прибывала сюда в качестве трудовых мигрантов, работающих преимущественно в сфере строительства.
На территории Украины проживает значительная численность представителей турецкого субэтноса — турок-месхетинцев. Подвергнувшись репрессиям со стороны советской власти, депортировавшей в 1944 году десятки тысяч турок-месхетинцев из южных районов Грузии в республики Центральной Азии, они были вынуждены покинуть Узбекистан через обострение межэтнического конфликта и поселились во многих странах Европы и Азии, в том числе и на Украине.

## Расселение
Большая часть современной турецкой общины появилась на территории Украины после обретения ею независимости — с 262 человек в 1989 году (согласно данным переписи) до 9 180 человек (8 844 турок и 336 турок-месхетинцев) в 2001 году (согласно данным переписи). 
Динамика численности турок и турок-месхетинцев в регионах по данным переписей
|                           | 1989 | 2001 |
| ------------------------- | ---- | ---- |
| АР Крым и Севастополь     | 13   | 1022 |
| Винницкая область         |      | 21   |
| Волынская область         |      |      |
| Днепропетровская область  | 20   | 124  |
| Донецкая область          | 49   | 1910 |
| Житомирская область       | 5    | 2    |
| Закарпатская область      | 24   | 5    |
| Запорожская область       | 14   | 357  |
| Ивано-Франковская область |      | 2    |
| Киевская область          | 8    | 125  |
| Кировоградская область    | 2    | 3    |
| Луганская область         | 18   | 36   |
| Львовская область         | 6    | 12   |
| Николаевская область      | 4    | 759  |
| Одесская область          | 31   | 182  |
| Полтавская область        | 5    | 161  |
| Ровенская область         | 1    | 2    |
| Сумская область           | 1    | 100  |
| Тернопольская область     |      | 5    |
| Харьковская область       | 20   | 392  |
| Херсонская область        | 8    | 3795 |
| Хмельницкая область       |      | 22   |
| Черкасская область        | 1    | 9    |
| Черновецкая область       | 1    | 5    |
| Черниговская область      |      | 3    |
| Киев (городская рада)     | 31   | 126  |
| Украина                   | 262  | 9180 |

Для представителей общины характерен высокий показатель рождаемости, о чём свидетельствует динамика численности учеников турецко-месхетинской национальности в школах Чаплинского района Херсонской области, который является местом проживания для почти 2/3 турецкого населения области (2278 из 3763 человек), по состоянию на 2001/2002 учебный год:
| Ориентировочный год рождения учеников | учебные классы | Всего учеников в школах района, чел. | Из них турок-месхетинцев, чел. | Из них турок-месхетинцев, % |
| ------------------------------------- | -------------- | ------------------------------------ | ------------------------------ | --------------------------- |
| 1995                                  | 1              | 641                                  | 72                             | 11,2                        |
| 1996                                  | 2              | 720                                  | 75                             | 10,4                        |
| 1994                                  | 3              | 670                                  | 64                             | 9,6                         |
| 1992                                  | 4              | 417                                  | 35                             | 8,3                         |
| 1991                                  | 5              | 739                                  | 70                             | 9,4                         |
| 1990                                  | 6              | 722                                  | 73                             | 10,1                        |
| 1989                                  | 7              | 716                                  | 59                             | 8,2                         |
| 1988                                  | 8              | 732                                  | 44                             | 6,0                         |
| 1987                                  | 9              | 632                                  | 42                             | 6,6                         |
| 1986                                  | 10             | 402                                  | 19                             | 4,7                         |
| 1985                                  | 11             | 407                                  | 6                              | 1,5                         |

В некоторых сёлах района дети турецко-месхетинской национальности составляют значительную долю — Морозовка (76,3 %), Балтазаровка (33,5 %), Надеждовка (30,4 %), Скадовка (25,8 %), Павловка (23,9 %), Крестовка (23,6 %).
Вторым по численности регионом расселения турок является Донецкая область, где они компактно расселились в границах Бахмутского (0,6 % населения), Славянского (0,5 % населения) и Великоновоселковского районов (0,3 % населения).

## Язык
Для турецкого населения характерна сильная национальная самоидентичность, что связано, в первую очередь, с высокой долей тех, кто считает турецкий язык родным:
| Родной язык     | Численность турок | %    |
| --------------- | ----------------- | ---- |
| Турецкий язык   | 7 923             | 89,6 |
| Русский язык    | 567               | 6,4  |
| Украинский язык | 133               | 1,5  |
| Другой язык     | 109               | 1,2  |

## Традиционная культура
На территории Украины действует отделение международного национально-культурного общества турок-месхетинцев «Ватан» (Родина). Несмотря на то, что в некоторых сельских школах численно преобладают ученики турецко-месхетинской национальности, ни турецких школ, ни классов, групп, факультативов, ни предметов с турецким языком обучения нет.

### Система хозяйствования
Основным занятием и источником дохода турок-месхетинцев, проживающих на юге Украины, является выращивание овощей и бахчевых культур. Для мужчин характерна занятость в сфере строительства.

## Религия

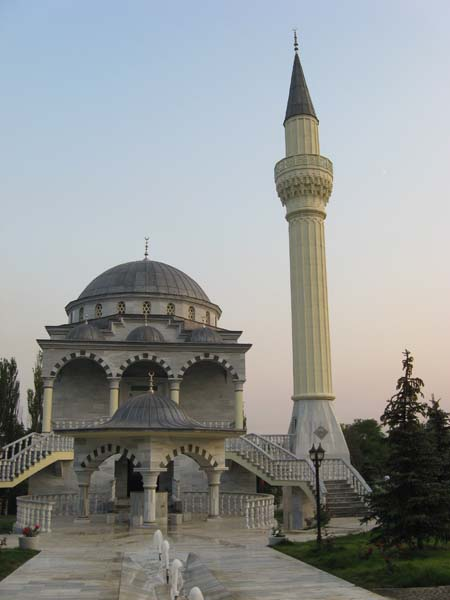
Мариупольская мечеть

Большинство представителей турецкой общины исповедует ислам. В честь султана Сулеймана Великого и Роксоланы 15 октября 2007 года, в присутствии высоких гостей из Турции, была открыта Мариупольская мечеть и одноимённый исламский культурный центр.